# چراغ‌آباد (قلعه‌گنج)
چراغ‌آباد، روستایی در دهستان قلعه‌گنج بخش مرکزی شهرستان قلعه‌گنج در استان کرمان ایران است.

## جمعیت
بر پایه سرشماری عمومی نفوس و مسکن در سال ۱۳۹۵، جمعیت این روستا برابر با ۴۹۴ نفر (۱۴۷ خانوار) بوده‌است.